# Kosta Pećanac
Kosta Milovanović Pećanac (en serbio: Коста Пећанац; 1879–1944) fue un comandante serbo-chetnik durante la Segunda Guerra Mundial, quien colaboró tanto con el gobierno militar nazi como con el gobierno títere serbio en el Territorio del Comandante Militar en Serbia. Pećanac peleó del lado serbio en las guerras de los Balcanes y en la Primera Guerra Mundial, al unirse a las fuerzas de Kosta Vojinović durante el levantamiento de Toplica de 1917. En el período de entreguerras, fue un líder importante de las asociaciones de veteranos chetniks y también fue conocido por su gran hostilidad al Partido Comunista Yugoslavo, lo que aumentó su popularidad con los conservadores de la Unión Radical Yugoslava. Como presidente de la Asociación Chetnik desde 1932, la transformó en una organización política serbia agresivamente partidaria, con más de medio millón de miembros.
Justo antes de la Invasión de Yugoslavia por las potencias del Eje en abril de 1941, Pećanac recibió fondos y armas para alzar unidades de guerrilla en el sur de Serbia, Macedonia y Kosovo. Logró formar un destacamento de unos 300 hombres mayormente en el valle del río Toplica al sur de Serbia, que no fue destruido durante la invasión. En los primeros tres meses después de la rendición, Pećanac reunió más tropas de refugios serbios que huían de Macedonia y Kosovo; sin embargo, sus chetniks pelearon solo contra grupos albaneses en la región y no contra los alemanes. Tras el levantamiento en el Territorio del Comandante Militar en Serbia a inicios de julio de 1941, Pećanac decidió rápidamente abandonar la resistencia contra el Eje y, para fines de agosto, había llegado a acuerdos con las fuerzas de ocupación alemana y con el gobierno títere de Milan Nedić, para colaborar con ellos y luchar contra los partisanos comunistas.
Los alemanes se percataron rápidamente que los chetniks de Pećanac, cuya cantidad había aumentado a 8000, no eran eficientes ni confiables; ni siquiera el gobierno de Nedić confiaba en ellos, por lo que fueron completamente desbandados para marzo de 1943. El propio Pećanac fue recluido por el régimen de Nedić por algún tiempo y fue asesinado por agentes del líder chetnik rival Draža Mihailović en junio de 1944.